# Косьцельники-Гурне
Косьцельники-Гурне (пол. Kościelniki Górne, нім. Obersteinkirch) — село в Польщі, у гміні Лешна Любанського повіту Нижньосілезького воєводства.
Населення — 210 осіб (2011).
У 1975-1998 роках село належало до Єленьоґурського воєводства.

## Демографія
Демографічна структура станом на 31 березня 2011 року:
|          | Загалом | Допрацездатний вік | Працездатний вік | Постпрацездатний вік |
| -------- | ------- | ------------------ | ---------------- | -------------------- |
| Чоловіки | 106     | 20                 | 78               | 8                    |
| Жінки    | 104     | 20                 | 62               | 22                   |
| Разом    | 210     | 40                 | 140              | 30                   |